# Сливља
Сливља је насељено мјесто у општини Гацко, Република Српска, БиХ. Према подацима пописа становништва 2013. године, у насељу је живјело 30 становника.

## Становништво
| Националност       | 2013. | 1991. | 1981. | 1971. | 1961. |
| Срби               | 30    | 86    | 141   | 370   | 519   |
| Југословени        |       |       | 2     |       |       |
| остали и непознато |       |       |       |       |       |
| Укупно             | 30    | 86    | 143   | 370   | 519   |

| Демографија | Демографија | Демографија |
| Година      | Становника  | Становника  |
| ----------- | ----------- | ----------- |
| 1961.       | 519         |             |
| 1971.       | 370         |             |
| 1981.       | 143         |             |
| 1991.       | 86          |             |
| 2013.       | 30          |             |

## Знамените личности
- Алекса Јашић (Сливље код Невесиња, Херцеговина, 1835 — Горанско код Плужина, 4. мај 1882), српски национални радник и устаник
- Перо Тунгуз, хајдучки харамбаша, један од вођа Невесињске пушке